# 岩切信一郎 (音楽家)
岩切 信一郎（いわきり しんいちろう、1986年2月25日 - ） は、日本のベーシスト、作曲家・編曲家。宮崎県出身。SLOTH MUSICに所属。

## 略歴
16歳でベースをはじめ、高校卒業後学校法人イーエスピー学園に進学。2004年より自身でバンド「カルト」にて活動していたが、2007年に解散。その後はサポートベーシスト活動。天野月、mai(吉田茉以)、SPHERE、クリス・ハート、SCREEN mode、田所あずさ、佐咲紗花、茅原実里、水樹奈々、戸松遥、寿美菜子、森大輔、久保田利伸、藍井エイル、VALSHE、ViCTiM、Wake Up Girls!、TRUE、所ジョージ、山下智久、影山ヒロノブ、中村繪里子、エリック・フクサキ、アキシブproject、ジュンス、コタニキンヤ、翁鈴佳、けいちゃんなど数々のアーティストのライブで演奏の他にレコーディングにも参加。2017年秋より、Disappeared Capturesというバンドでの活動を行っている。

## 人物
好きなものはぐでたまとチョコレート。サドウスキー、フェンダージャズベースを使用。
ベースを弾くほかに、楽曲制作・提供、マンツーマンのベースレッスンも行っている。
2017年1月、ストリートブランドUOTとコラボしてキャップを製作、数量限定にてオンラインで販売。2018年2月には第2弾としてTシャツの販売を会場限定にて先行開始した。

## 演奏参加作品
2009年
- mai (吉田茉以) 「19nineteen」
  - ナイト・メア(feat.天野月)
  - イノセント・ライフ

2010年
- mai (吉田茉以) 「distance」
  - distance
  - White Rain
  - 誘惑(AlbumVer.)
  - ドロップキック
  - ひだまり(AlbumVer.)

2011年
- 天野月 「DECADE」
  - MISTY〜DECADE Ver.〜
  - うつくしきもの〜DECADE Ver.〜
  - Love Dealer -2011-
  - BOOSTER ROCKET〜DECADE Ver.〜
  - ライオン〜DECADE Ver.〜
- 天野月 「薔薇と真珠」
  - 薔薇のように
  - BLACK BEE
  - CORE -rose ver.-
  - 林檎の木 -rose ver.-
  - LUCKY DOG
  - HOWEVER
  - 真珠

2012年
- 天野月 「天の樹」
  - ソラゴト
- 天野月 「静かの海」
  - カメリア
  - 月
  - 糸電話
  - 真珠
  - クレマチス

2013年
- 佐咲紗花 「Daybreaker」
  - RESETLUCK
- 天野月 「Daisy」
  - Daisy

2014年
- 天野月 「カタログZ」
  - うつくしきもの
  - CHELSEA
  - 薔薇のように
  - BLACK BEE
  - 真珠
  - Daisy
  - 歌うクジラ
- 天野月 「鳥籠-in this cage-」
  - 鳥籠-in this cage-
- 天野月 「ごもくならべ」
  - 鳥籠-in this cage-
  - スイミー
  - パブロフ
  - 花と蜜
  - 贅沢な日々
- 山下智久 「YOU」
  - Love&Hug
  - カラスなぜ鳴くの
  - アザラシじゃ盛りあがれない
- クリス・ハート 「Christmas Hearts」
  - 雪のクリスマス
  - クリスマス・イブ
  - 白い恋人達
  - スタンダード・メドレー
  - 毎日がクリスマス!
  - Standard Medley
  - Happy Xmas(War Is Over)

2015年
- クリス・ハート 「Heart Song III」
  - 道
  - 未来予想図 II
  - どんなときも。
  - ビューティフル・ネーム
  - やさしさに包まれたなら
  - チェリー
  - レイニーブルー
  - 366日
  - 木蓮の涙
- 所ジョージ 「JAM CRACKER MUSIC 3」
  - カラスなぜ鳴くの
  - アザラシじゃ盛り上がれない
- エリック・フクサキ 「Ai Yai Yai!/行かないでセニョリータ」
  - Ai Yai Yai!
- クリス・ハート 「あなたへ」
  - あなたへ
  - memento
  - Brand New Day
  - あなたへ（ORIGINAL KARAOKE）
- 藍井エイル 「シューゲイザー」
  - HaNaZaKaRi
- 水樹奈々 「SMASHING ANTHEMS」
  - Clutch!!
- クリス・ハート 「Christmas Hearts〜winter gift〜」
  - 雪のクリスマス
  - クリスマス・イブ
  - 白い恋人達
  - スタンダード・メドレー
  - 毎日がクリスマス!
  - Standard Medley
  - Happy Xmas(War Is Over)
  - サイレント・イヴ
  - クリスマスキャロルの頃には
- 天野月 「元服」
  - 鳥籠-in this cage-
- クリス・ハート 「僕はここで生きていく」
  - 僕はここで生きていく
  - I BeLieve〜手をつなごう〜
  - ゆいざくら

2016年
- 戸松遥 「シンデレラ⭐︎シンフォニー」
  - 痛快!ロマンチッカー
- 茅原実里 「Innocent Age」
  - あなたの声が聴きたくて
- 田所あずさ 「It’s my CUE.」
  - 孤毒ディストレス
  - 英雄なんていない
- VALSHE 「RIOT」
  - RIOT
  - MONOLOGUE
  - RADICAL COASTEЯ
  - LUCKY DAY

2017年
- 田所あずさ 「運命ジレンマ」
  - EMOTION
- 水樹奈々 「Destiny’s Prelude」
  - Poison Lily

2018年
- 戸松遥 「COLORFUL GIFT」
  - 痛快!ロマンチッカー(余裕SharkShark mix)

## イベント・ライブ出演
2012年
- Sphere's orbit live tour 2012

2013年
- リスアニ! LIVE 3

2014年
- SCREEN mode 1st ワンマンLIVE@渋谷CLUB CRAWL

2015年
- SCREEN mode 2ndワンマンLIVE@渋谷Milky Way
- SCREEN mode 3rdワンマンLIVE@代官山UNIT
- SCREEN mode LIVE TOUR 2015 〜Discovery Collection〜東京公演@新宿BLAZE
- クリス・ハート 47都道府県Tour 2015-2016 ～続く道～

2016年
- 田所あずさ LIVE TOUR 2016～Live Forward～
- SCREEN mode LIVE 2016 Spring 「Live Naked」@恵比寿LIQUIDROOM
- ALL OFF presents Never Gave Up Release Tour!! -Final-
- Minori Chihara Live Tour 2016 ～Innocent Age～
- Wake Up, Girls！ 3rd LIVE TOUR 「あっちこっち行くけどごめんね!」
- Azusa Tadokoro LIVE 2016 ～Before the CUE／OVERDRIVE&DISTORTION～

2017年
- 小松未可子 自主企画2マンライブ「Humming Maps vol.1」
- リスアニ! LIVE2017
- Daisy×Daisy 10回ライブ★ 2017
- 伊藤一義Live 2017 ～On and On～
- 天野月 センチメンタル・ジャーニー
- AZUSA TADOKORO LIVE TOUR 2017 ～DilEMmA～
- 天野月 AMN THE FINAL
- 茅原実里「SUMMER DREAM 5」
- 天野月 ビューティフル・デイズ ～夏のおもひで～
- 笹岡水樹 バースデー記念ワンマン "鉄道記念日に生まれた女"
- VALSHE COOKIES GHOST CARNIVAL
- AZUSA TADOKORO LIVE TOUR 2017 ～So What?～

2018年
- 永江理奈企画ライブ "Re:start vol.2"
- 佐咲紗花 LIVE 2018 ～Golden symphony～
- ギタリスト神田ジョン主催ライブイベント「Anarchy In the Today vol.Ⅱ」@田所あずさサポート
- Kumiko Kahlo「LIVE KITCHEN」
- Disappeared Captures 「UPSTART」
- 渕上 舞 1st LIVE "Fly High Myway!"
- Disappeared Captures ハガデリヤMusic～水無月の宴～
- ミオフェス2018 presented by ミオヤマザキ@VALSHEサポート
- 花慶の日2018
- Tokyo 7th Sisters メモリアルライブ【Melody in the Pocket】
- Disappeared Captures 「幻想の庭、エデンの片隅」
- 楠田亜衣奈 3rd LOVE TOUR ～アイナンダ!～
- SUMMER CHAMPION 2018 ～Minori Chihara 10th Summer Live～
- G&L×イケベ楽器presents G&L Bass open seminar
- 泉 香奈 BIRTHDAY LIVE
- ユーカリフェスタ2018 岩切信一郎セッション
- 楽器フェア2018＠山野楽器G&Lブース
- Disappeared Captures「ASOVIVA!!2018 November」
- Disappeared Captures主催ライブ「Behind The "MOON"」

2020年
- けいちゃん ～Freestyle Piano Party～ World & You サポート

2021年
- けいちゃん Zepp Tour 2021～Freestyle Piano Party～「殻落箱」サポート